# Kirschberg (Weimar)

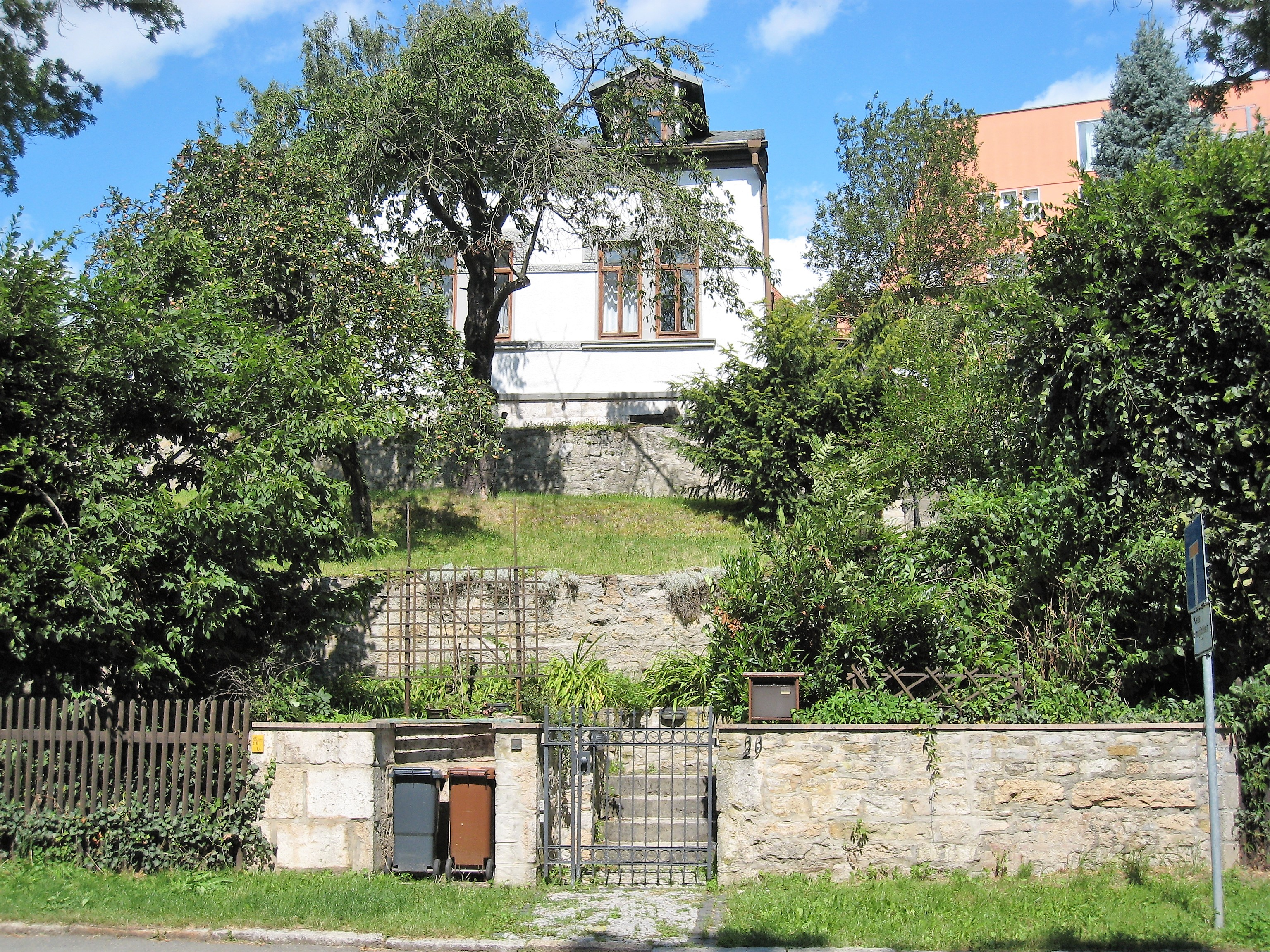
Haus Am Kirschberg 29; gut erkennbar die alten Terrassen

Der Kirschberg in Weimar ist eine Hanglage am rechten Ilmufer, die bis Oberweimar reicht. Außerdem bezeichnet er eine Straße mit Am Kirschberg. Der historische Kirschberg in Weimar ist jedoch nicht identisch mit der Straße Am Kirschberg; er entspricht auch dem nicht hinsichtlich seiner Lage. Der Bereich liegt noch in der Nordvorstadt.

## Hanglage „Kirschberg“
Es handelt sich ursprünglich bei der südlich des Horns am rechten Ilmufer befindlichen Hanglage vermutlich um einen Weinberg. Der Name Kirschberg rührt laut Hannelore Henze von den Soldaten im Dreißigjährigen Krieg her, die ihrer Beschreibung nach die Weinstöcke herausrissen und als Brennmaterial nutzten. Die geschädigten Bürger ersetzten demnach die Rebstöcke durch Kirschbäume, woher die Straße Am Kirschberg und das dort ehemals befindliche Krankenhaus, die Kirschbergklinik (heute Polizeirevier) angeblich ihren Namen haben.
Im Jahre 1817 schenkte der Großherzog Carl August seiner Geliebten Karoline Jagemann am Kirschberg ein Gartenhaus und ein Grundstück von ca. 40000 Quadratmetern oberhalb des Ilmparks. Das Gartenhaus war dort, wo 1885 die Villa Haar errichtet wurde. Auch zu dieser Zeit waren die Bürgergärten, die sich an diesem Hang hinaufzogen, vorwiegend mit Obstbäumen bepflanzt und besaßen kleinere Gartenhäuser.

## Straße „Am Kirschberg“

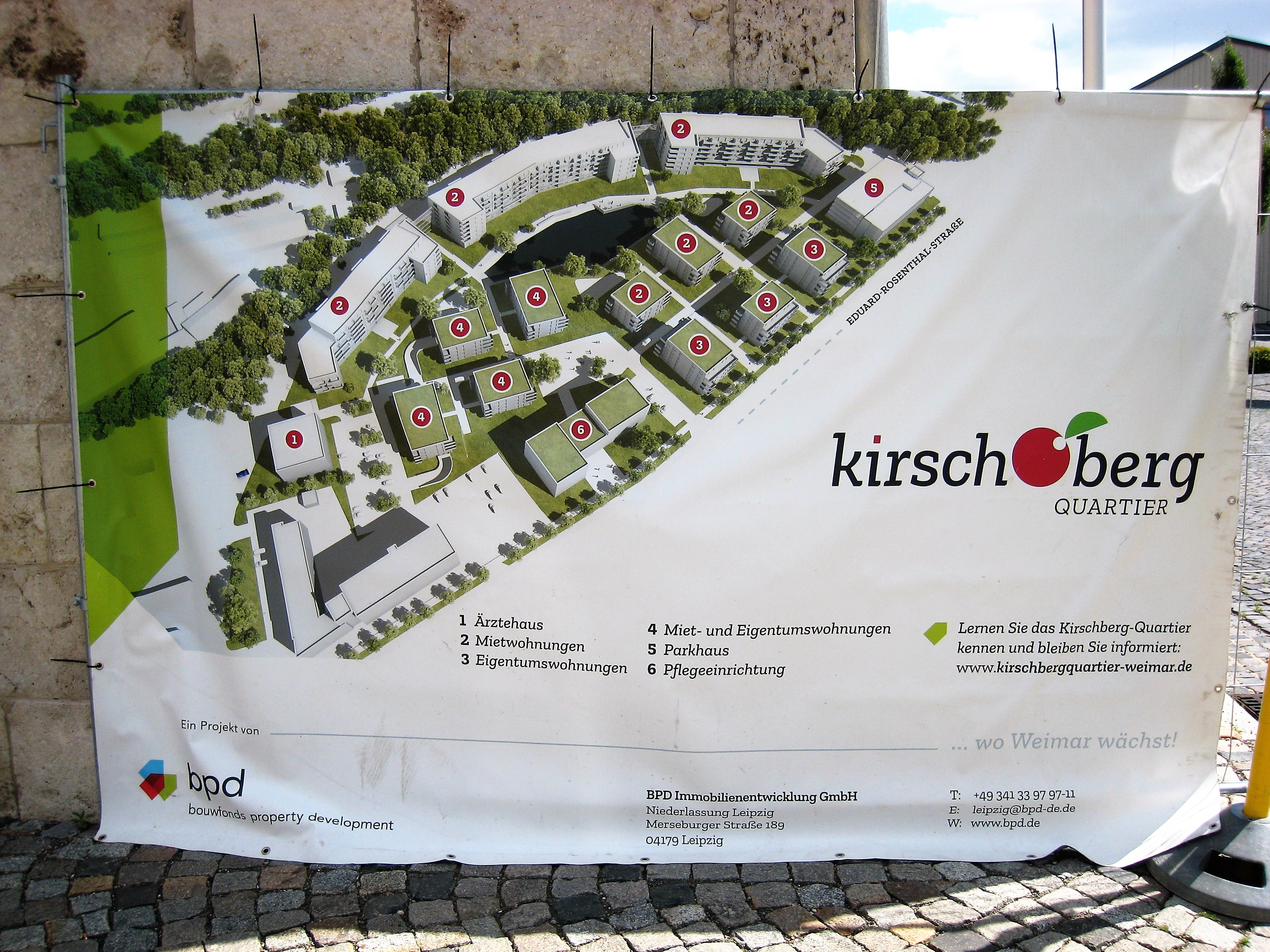
Das moderne Wohnviertel Kirschberg-Quartier im Norden des Kirschberges

Unter der Straße Am Kirschberg fließt die Ilm. Die Ilm wird dort von der Friedensbrücke bzw. Friedensstraße Friedensstraße beziehungsweise von der sog. Hundewiesenbrücke oder Kirschbergbrücke, einer Stahlbrücke mit Bohlenbelag überquert, die zum Hundedressurplatz bzw. zum Schießhaushölzchen führt. Um 1805 hieß  er Hospitalberg. Nach Norden stößt die Straße  Am Kirschberg an die Eduard-Rosenthal-Straße bzw. an die Schlachthofstraße. An eben dieser nach dem Vater der Thüringer Verfassung genannten Straße entsteht seit 2020 ein modernes Wohnviertel, das den Namen Kirschbergquartier trägt.
Die Am Kirschberg befindliche Vereinsmühle steht auf der Liste der Kulturdenkmale in Weimar (Einzeldenkmale). Auch die am Kirschberg die Ilm überquerende Friedensbrücke steht unter Denkmalschutz wie auch die Villa Drohsin.

## Kulturzone E-Werk/Straßenbahndepot

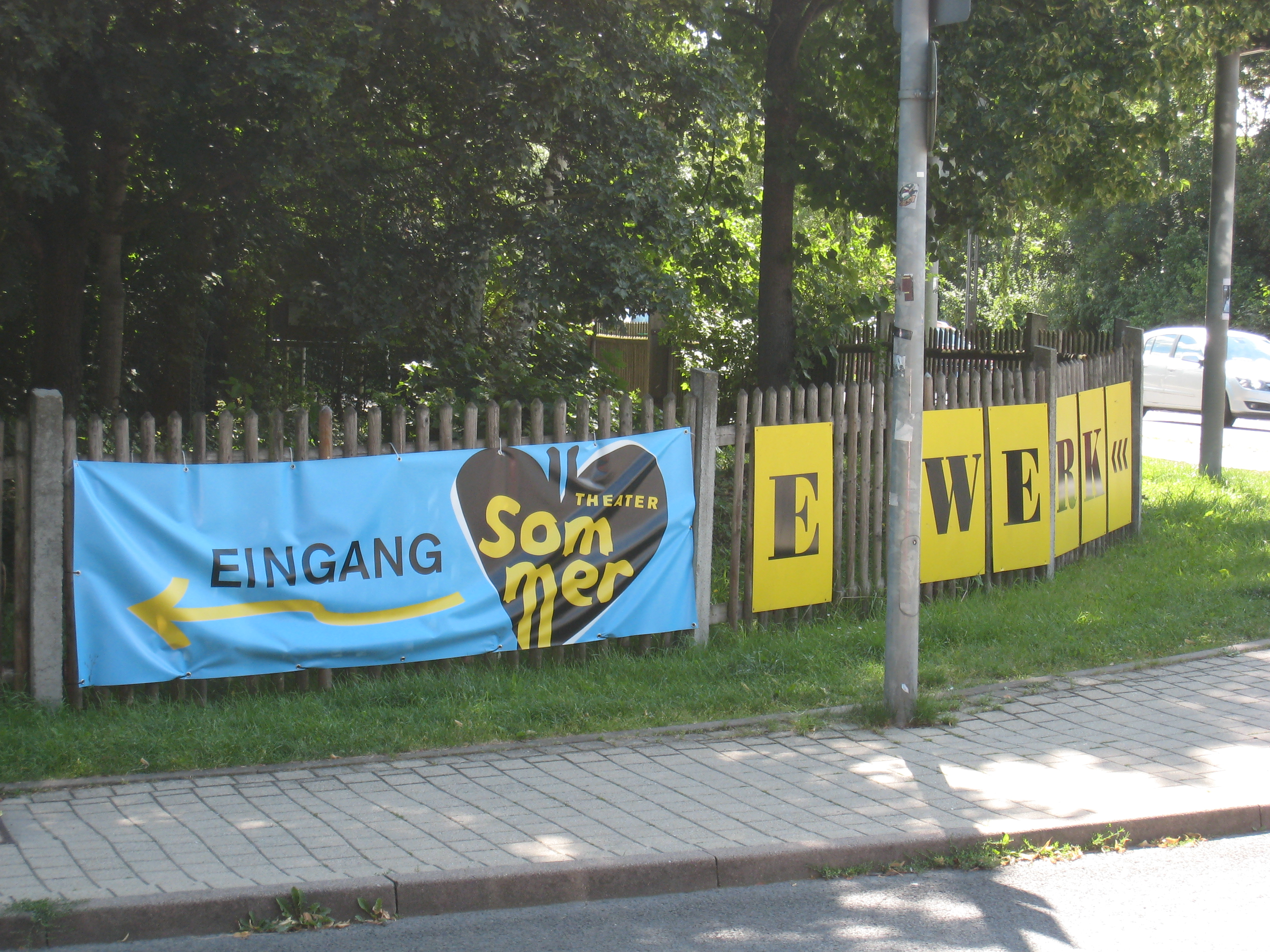
Ehemaliges E-Werk und Straßenbahndepot

Unterhalb der Friedensbrücke befindet sich das E-Werk mit Kühlturm bzw. Straßenbahndepot, die ebenfalls auf der Liste der Kulturdenkmale in Weimar stehen und wo seit geraumer Zeit Kulturveranstaltungen stattfinden. Auftraggeber sind u. a. das Deutsche Nationaltheater aber auch die Klassik Stiftung Weimar.

## Kirschbergquartierbeim Alten Schlachthof
Beim alten Schlachthof entsteht das Kirschbergquartier. Mit ca. 500 Wohnungen handelt es sich um eines der größten Stadtentwicklungsprojekte in Mitteldeutschland. Der Schlachthof war zwischen 1887 und 1993 in Betrieb vor dem Umzug ins Gewerbegebiet von Nohra (wo inzwischen die Produktion auch eingestellt worden ist.). Das Verwaltungsgebäude wurde 1886/87 im Stil der Neurenaissance errichtet. Eine Übernahme durch die Stadt Weimar erfolgte ab 1900. Im Jahr 1951 erfolgte die Umwandlung in einen volkseigenen Betrieb. Nach Enteignung der Thüringer Fleischwaarenfabrik KG Ernst und Karl Daniel Weimar im Jahre 1948. Beeindruckend ist auch jetzt noch das große Kühlhaus. 
Am 20. Mai 2021 anlässlich des 100sten Geburtstag des Schriftstellers Wolfgang Borchert wurde der Wolfgang-Borchert-Bogen eingeweiht.

## Kirschbergklinik

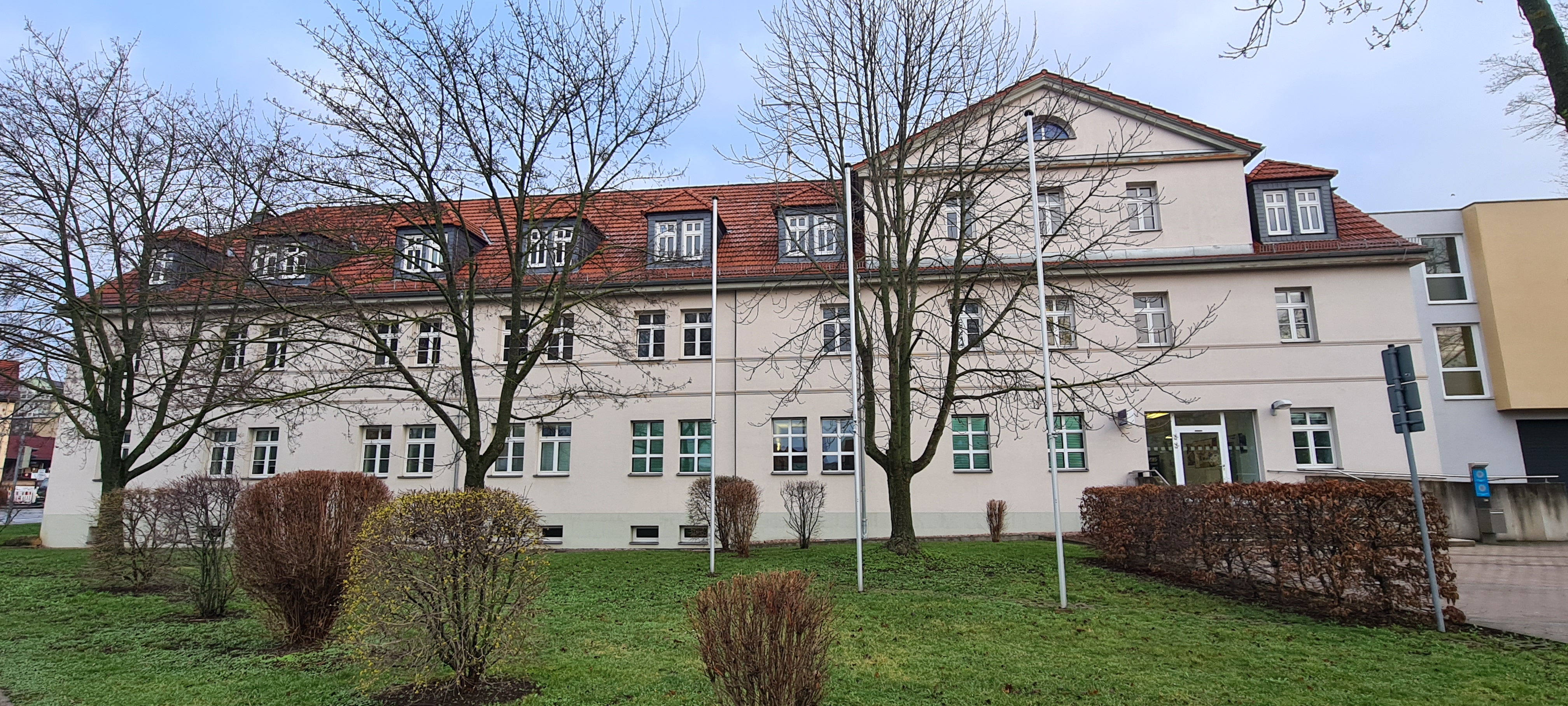
Das ehemalige Kirchbergkrankenhaus, heute Polizeiinspektion Weimar, 2024

Das 1832 errichtete Krankenhaus am Kirschberg diente bis zur Errichtung einer Krankenstation im KZ Buchenwald im Jahre 1939 zur Behandlung des dortigen Wachpersonals, aber eben auch der KZ-Häftlinge. Dadurch musste einiges der Zustände im KZ unter der dort praktizierenden Ärzteschaft bekannt gewesen sein. Zwischen 1934 und 1943  wurden hier darüber hinaus Zwangssterilisationen bei mindestens 700 Nicht-KZ-Insassen durchgeführt.
Das Krankenhaus mit Kreißsaal wurde bis in die 1990er Jahre betrieben. Um die 500 Weimarer Kinder kamen hier pro Jahr zur Welt. Ende der DDR waren die klinischen Zustände und die Ausstattung sehr mangelhaft, was auch filmisch dokumentiert wurde. Die Buslinien 2, 3 und 3A fuhren zur DDR-Zeit eine Haltestelle namens Altes Krankenhaus an. Danach trug man anlässlich eines Umbaus für die Polizeiinspektion Weimar viele Teile des Gebäudekomplexes ab. Ein Spitalweg, genannt auch Gänsegurgel, führt noch hinter dem ehemaligen Krankenhausgelände, vorbei an einem Spielplatz, bis zur Eduard-Rosenthal-Straße.
Koordinaten: 50° 59′ 15,1″ N, 11° 20′ 15,1″ O